# Hovedpine
Hovedpine er en tilstand med smerter i hovedet af mild til intens grad. Hovedpine er en af de almindeligste former for lokal smerte, og er et almindeligt symptom for en længere række sygdomme og tilstande, rangerende fra hjernerystelse til simpel væskemangel. Kun i tilfælde af hyppige eller meget langvarige eller kraftige hovedpiner bør man søge lægehjælp.
Er der tale om mere vedvarende hovedpine, der vender tilbage igen og igen over en lang årrække, vil man karakterisere hovedpinen som migræne.
Migræne  er en hovedpine, der varer ml 1-72 timer af pulserende/dunkende  karakter. Forud for kan forekomme aura  med syns-,føle- og/eller taleforstyrrelse.

## Ekstern henvisning
- Videnskab.dk om hovedpine og migræne

| symptomer | Spire Denne artikel om symptomer er en spire som bør udbygges. Du er velkommen til at hjælpe Wikipedia ved at udvide den. |